# Carlos Hugo Garrido Chalén
Carlos Hugo Garrido Chalén (Tumbes, 16 de octubre de 1951) es un escritor, poeta, periodista y abogado peruano. Académico Correspondiente de la Real Academia de Ciencias, Bellas Letras y Nobles Artes de Córdoba de España, es ganador del premio mundial de Literatura "Andrés Bello", versión poesía, el año 2009 en Venezuela y del Premio Internacional "Andrés Bello" en Fraternidad Hispanoamericana, otorgado por la Fundación Andrés Bello, 2014, de España. Por su ensayo Si esa es la paz, devuélvannos la Guerra, ganó en el 2014, el Premio Mundial "Paz y Justicia" de Marruecos, en el 2016 el Premio de Narrativa Miguel Delibes de España, por su novela El Muro del abismo, en el 2018 el Premio "El mejor poeta y escritor del Mundo en español" de Kazajistán y el 2022 distinciones como el Premio Internacional “El mejor poeta del mundo” de México, el Premio Internacional de la Asociación de Escritores de Egipto, el Premio del Gobierno y la Asociación de Artistas y Autores de Grecia y el Premio Internacional “Personalidad del año 2021” de España. Este poeta ha sido declarado Patrimonio cultural vivo de la Nación por el Instituto Nacional de Cultura (INC) de Lima, junto con siete de los más destacados poetas y escritores del Perú. Estudió periodismo y leyes en la Universidad Nacional de Trujillo. Garrido Chalén es presidente ejecutivo fundador de la Unión Hispanomundial de Escritores (UHE). Es considerado como uno de los poetas más naturalistas del siglo XXI.

## Biografía
Nació en el distrito de Zorritos, Provincia de Contralmirante Villar, Departamento de Tumbes, Perú el 16 de octubre de 1951. Realizó estudios superiores de derecho (1970-1976) y periodismo (1990-1995) en la Universidad Nacional de Trujillo y estudios de postgrado de docencia universitaria en la Universidad Nacional Federico Villarreal. Es alumno notable de la Universidad Nacional de Trujillo. Fue reconocido en 1997 por el Instituto Nacional de Cultura (INC de Lima, actualmente Ministerio de Cultura), junto con siete de los más destacados poetas y escritores del Perú, con la distinción "Patrimonio Cultural Vivo de la Nación".
El escritor Carlos Hugo Garrido Chalén es uno de los poetas más laureados del mundo. Y es el creador de la corriente literaria conocida como la Literatura de la Totalidad.
El laureado poeta ha sido postulado al Premio de Literatura en Lengua Castellana Miguel de Cervantes por poetas de más de quince países del mundo que participaron en el Congreso Universal de Poesía Hispanoamericana (CUPHI).
El escritor Carlos Garrido Chalén ha sido candidato al Premio Nobel de Literatura.
Es presidente ejecutivo fundador de la Unión Hispanomundial de Escritores (UHE).

## Obra
Carlos Garrido Chalén ha escrito a la fecha más de 40 libros publicados, en los géneros de poesía, novela, cuento, ensayo y prólogos, entre sus obras se encuentran:
- La Casa del Mamut (2020) Poesía.
- Ni Dios ni los Ángeles tienen religión (2019) Novela.
- La rebelión de los insignificantes (2019) Ensayo.
- El Muro del abismo (2017) Novela.
- La Estafa Siniestra (2015) Ensayo.
- Concilio de Luciérnagas (2015) Poesía, Antología Literaria personal.
- No sé leer, pero me escriben (2014) Poesía.
- Si esa es la paz, devuélvannos la Guerra (2013) Ensayo.
- El Muro del abismo (2013) Novela.
- El Señor de los Tiempos (2012) Ensayo.
- El Paradigma de la Justicia en El Quijote (2012) Ensayo.
- El Paradigma de la lealtad en Sancho Panza (2012) Ensayo.
- Mi mujer me espía (2012) Poesía.
- La función poética del lenguaje (2012) Ensayo.
- Midiendo a los Decanos (2012) Ensayo (en colaboración con Sixto Lozano Mayta).
- La vergüenza de los Egrégores (2012) Ensayo.
- Escribiendo en el humedal (2012) Poesía.
- La noche del coyote (2011) Novela (en sociedad con Milagros Hernández Chiliberti).
- La muerte del gallo, según San Pedro (2011) Poesía.
- Los ángeles del viento (2011) Ensayo.
- La voz de la violencia (2011) Novela (en colaboración con Bella Clara Ventura).
- La Misión del relámpago (2011) Ensayo (en sociedad con Milagros Hernández Chiliberti).
- Un Ángel en el Edén (2010) Poesía.
- La Opulencia Ignorante (2009) Ensayo.
- La Guerra del engaño (2009) Ensayo.
- La sombra descubierta (2008) Cuento.
- Idioma de los espejos (2008) Poesía.
- El sol nunca se pone en mis dominios (2008) Poesía.
- El Regreso a la tierra prometida (2008) Poesía.
- Puntada de zapatero (2008) Ensayo.
- Confesiones de un árbol, 3.ª. Edición (2008) Poesía.
- Confesiones de un árbol, 2.ª. Edición (2004) Poesía.
- Confesiones de un árbol, 1.ª. Edición (1997) Poesía.
- El Sol nunca se pone en mis dominios (1993) Poesía.
- Itinerario del Amor en Vallejo (1991) Ensayo.
- El Regreso a la tierra Prometida (1986) Poesía.
- La Palabra Secreta (1977) Poesía.
- En Pie de Guerra (1970) Poesía.
- Llamado a la llamarada (1970) Poesía.
- Informes y Contiendas (1969) Poesía.

## Reconocimientos
Entre los premios y reconocimientos que ha recibido se encuentran:
- Premio mundial de literatura "Andrés Bello", versión poesía, el año 2009 en Venezuela. El profesor Ernesto Kahan,[30] exvicepresidente de la Asociación Internacional de Médicos para la Prevención de la Guerra Nuclear (IPPNW) y delegado a la ceremonia del Premio Nobel de la Paz 1985 a IPPNW, dijo de Garrido Chalén:

"Poetas de la talla del vate peruano son como gemas preciosas raras que aparecen en periodos especiales de la historia humana".
Ernesto Kahan

- Premio Internacional "Andrés Bello", Modalidad "Fraternidad Hispánica", Madrid, España (2014).
- Premio Mundial "Paz y Justicia", de Marruecos (2014).
- Periodista Eméritus de las Américas – UNESCO, Puerto Rico (2014).
- Doctor de Honor en Literatura de la Academia Mundial de Arte y Cultura (WAAC, World Academy of Arts and Culture), Wisconsin EE. UU. (2011).
- Consultor Internacional de National Peace Center Human Rights de Irak.
- Presidente Ejecutivo Fundador de la Unión Hispanomundial de Escritores, UHE (1992).
- Copresidente de World Nations Writers Union (1992).
- "Patrimonio Cultural Vivo de la Nación" del Instituto Nacional de Cultura, Lima, Perú (1997).
- Académico de Número de la Academia Hispanoamericana de Buenas Letras de España (2014).
- Académico Correspondiente de la Academia de Artes y Ciencias de Puerto Rico (2014).
- Académico de Número de la Academia Científica y de Cultura Iberoamericana de Puerto Rico (2015).
- Académico de la Real Academia de Ciencias, Bellas Letras y Nobles Artes de Córdoba de España (2016).
- Doctor honoris causa en Literatura de la Academia Latinoamericana de Literatura Moderna y Sociedad de México (2016).
- Doctor honoris causa de AHCASA Marruecos/México: el IFCH del reino de Marruecos y Mil Mentes por México Internacional con el respaldo del Instituto Dicormo y organizaciones aliadas (2021).
- Doctor honoris causa de la Universidad Nacional de Tumbes, Perú (2021).
- Doctor de Doctores Honoris Causa del Claustro Doctoral Hispanomundial de Líderes Globales Honoris Causa de México (2022).
- Doctor honoris causa en Humanidades de la Academia Latinoamericana de Literatura Moderna de México (2022).
- Caballero de Gracia y Magistral del Principado de Salina de Italia (2017).
- Embajador Universal de la Paz, del Círculo de Embajadores de Ginebra-Suiza-Francia (2005).
- Catedrático de la Cátedra Libre de Cultura Andaluza, Universidad Nacional de La Plata (2017).